# (2681) Ostrovskij
(2681) Ostrovskij (1975 VF2; 1968 FZ; 1972 AF; 1977 DV4) ist ein ungefähr 13 Kilometer großer Asteroid des mittleren Hauptgürtels, der am 2. November 1975 von der russischen (damals: Sowjetunion) Astronomin Tamara Michailowna Smirnowa am Krim-Observatorium (Zweigstelle Nautschnyj) auf der Halbinsel Krim (IAU-Code 095) entdeckt wurde.

## Benennung
(2681) Ostrovskij wurde nach dem sowjetischen Schriftsteller und Revolutionär Nikolai Alexejewitsch Ostrowski (1904–1936) benannt, der für seinen Roman Wie der Stahl gehärtet wurde bekannt ist.